# Jeanne Tercafs
Jeanne Tercafs née en 1898 à Kerniel (Belgique) et morte en 1944 à Bruxelles (Belgique), est une sculptrice belge.
Photo of Jeanne Tercafs.jpg
Grâce à une bourse de voyage du ministère des Colonies, elle a voyagé trois fois au Congo belge entre 1935 et 1940. Elle a choisi la région d'Uele où vivait le peuple Mangbetu. Son statut de femme célibataire a facilité l'accès au monde fermé des harems féminins. Son indépendance vis-à-vis de l'administration coloniale, avec laquelle elle entretient une relation tendue, rend son intégration difficile. Elle a fait un travail révolutionnaire avec ses recherches ethnographiques et linguistiques. Sa sculpture dégage une forte personnalité. Il existe une certaine tension dans son travail entre les exigences de l'art et l'ethnographie. Elle opte clairement pour un point de vue esthétique. Ses portraits vont au-delà de simples reconstructions ethnographiques ou de simples observations exotiques. Ses portraits de femmes et d'enfants africains les montrent comme des gens de chair et de sang, souriants et surpris. L'amitié que Tercafs a noué avec ses modèles lui a permis de représenter leur personnalité. Ses portraits sont individualisés, mais aussi très stylisés.

## Biographie

### Formation et séjour à Paris
Jeanne Tercafs est née en 1898 dans le village de Kerniel. Son père, un antiquaire, emmena bientôt sa famille à Liège. La Première Guerre mondiale stoppe son développement, mais en 1926, elle s'installe à Bruxelles. Elle fréquente les ateliers de Paul Du Bois et d'Égide Rombaux à l'Académie royale des beaux-arts de Bruxelles. Le choix qu'elle fait n'était pas évident : il y avait certes des étudiantes à l'académie, mais leur nombre restait très limité. De plus, l'académie était conservatrice dans ses vues sur l'art en général et l'éducation artistique en particulier.
En 1930, elle s'installe à Paris. À cette époque, Montparnasse était l'épicentre de l'art européen. Les courants d'avant-garde fleurissaient abondamment, mais beaucoup d'artistes y ont souvent vécu dans des circonstances misérables. Jeanne Tercafs semble adopter une double attitude envers son nouvel environnement. D'une part, elle a souligné le dynamisme de Montparnasse dans des écrits ultérieurs, et d'autre part, elle s'est abstenue de mener une vie de bohème. Elle a rempli ses journées de dur labeur. Elle s'installera ensuite à Arcueil, une petite banlieue de Paris, moins chère et plus calme.
À Paris, Jeanne Tercafs embrasse la négrophilie, à la mode depuis les années 1920. Malgré cette quête de pureté et d'originalité, le cliché de l'homme Noir « sauvage, vigoureux et brut » a rapidement émergé. La première vague d'africanisme s'est concentrée sur l'utilisation des fétiches. La scène artistique d'avant-garde parisienne s'est inspirée d'éléments africains qu'ils lient au cubisme par l'utilisation de bois, de pierre et de modèles vivants. Ainsi, ils ont provoqué une rébellion contre les normes sociales. Jeanne Tercafs a également trouvé une expression de cette manière pour sa nature transversale. S'inspirer des Noirs ou travailler avec eux est inédit et il est donc intéressant pour elle de souligner son identité. Elle y voit une forme d'interaction : l'artiste noir utilise à son tour les Blancs comme introduction à une vie dans une grande ville comme Paris. Selon elle, le contact interculturel a donné pouvoir et liberté au Noir.
En raison de l'attention portée aux expéditions Citroën à travers l'Afrique, la population mangbetue fait l'objet d'attention. Ces tribus de la région d'Uele (nord du Congo) sont devenues la « mascotte » de l'expédition. Leur apparence et leur grâce sophistiquées, leur riche culture et leur structure politique complexe ont défié les préjugés européens sur le primitivisme. Les crânes allongés, qui sont le résultat d'une déformation rituelle de la tête, combinés à leur long cou et à l'attitude fière, ont donné à la tribu une apparence inhabituelle à un œil occidental. Mais l'idée que les Mangbetu étaient aussi développés que la civilisation européenne était une malédiction pour la mentalité coloniale. Plutôt que d'incorporer la tribu dans la tradition africaine, les ethnographes ont qualifié les Mangbetu de rejeton d'une race égyptienne qui avait déjà été incluse dans l'histoire de l'art européen. En 1922, après la découverte du tombeau de Toutânkhamon, un renouveau de la culture égyptienne se développe.
Après la vague de primitivisme qui a soufflé sur l'Europe, Jeanne Tercafs a vu une chance de récupérer et de raviver sa vision artistique lors d'un voyage en Afrique. Elle voulait étudier l'art du peuple Mangbetu au Congo. Parce qu'elle a été la première artiste féminine à recevoir une bourse pour une mission au Congo avec un séjour de plus longue durée, son départ pour l'Afrique et son projet ont reçu beaucoup de résonance dans la presse belge. Cependant, l'administration coloniale a eu du mal à l'évaluer positivement. Le fait qu'elle soit une femme et son comportement non européen, ainsi que la sympathie qu'elle a suscitée auprès de la population locale, ont clairement perturbé l'administration. Ce fait combiné au caractère original de Tercafs a rendu la relation entre l'administration et l'artiste très difficile. Jeanne Tercafs, cependant, était totalement dépendante de cette administration et du ministère des Colonies pour son séjour, non seulement pour les subventions mais aussi pour un permis de séjour. Elle n'a pas pu choisir librement son lieu de résidence, celui-ci lui ayant été affecté.

### Carrière artistique

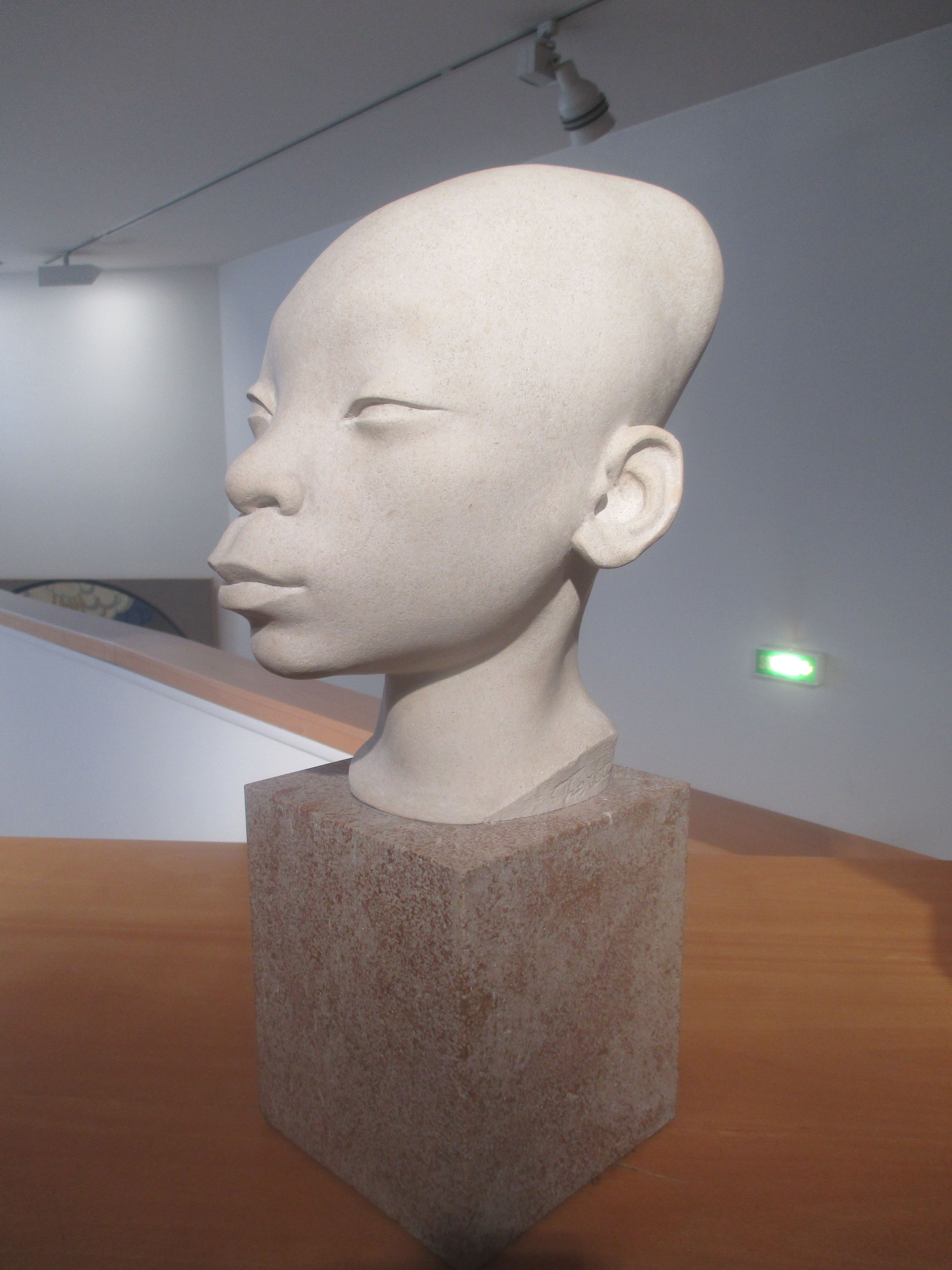
Tête de jeune Africaine du territoire Mangbétu, Boulogne-Billancourt, musée des Années Trente.

À Paris, Tercafs est invitée au Salon belge inauguré le 20 novembre 1930 à la galerie Fernand Windels pour exposer deux bustes, Le Goitreux et Femme du peuple. Plus tard, elle est présente dans les salons parisiens les plus célèbres, dont le Salon des artistes français de 1932 où elle reçoit une médaille d'or. Sa sculpture Phare y est refusée l'année suivante, mais elle l'expose au Salon des indépendants et au Salon d'automne de 1933. Les sculptures Douleur, Silence et Maternité figurent parmi ses premières œuvres principales.
Dans les années 1930, le modèle noir de Montparnasse Aïcha pose pour un buste intitulé Femme Malgache ou La Mulâtresse ou encore Portrait d’Aïcha Goblet.
Elle cherche d'autres endroits pour élargir sa formation d'art néo-classique et se rend au Congo grâce à une bourse de voyage. Elle y procède à des recherches scientifiques mais développe également son propre style artistique. Il existe une certaine tension dans son travail entre les exigences de l'art et l'ethnographie.
En raison du déclenchement de la Seconde Guerre mondiale, elle rentre plus tôt en Belgique. Une grande partie de son travail est perdue en cours de route. Plusieurs œuvres sont achetées par le Musée de l'Afrique centrale à Tervuren, notamment une vingtaine de sculptures en pierre, en plâtre ou en bronze, cinq bas-reliefs en plâtre et une dizaine de croquis.

### Carrière scientifique

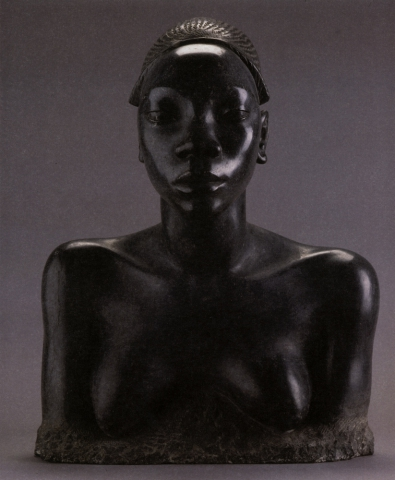
Nito, femme Mayogo (1937), granit,, Tervuren, musée royal de l'Afrique centrale.

La bourse de voyage que Jeanne Tercafs a reçue du ministère des Colonies n'a pas été octroyée sur la base de ses mérites artistiques, mais pour la recherche scientifique, dans le domaine de la religion, de l'ethnographie et de l'archéologie. Sa recherche des liens entre les Mangbetu et l'Égypte ancienne était souvent primordiale. Elle a établi des parallèles dans les domaines de la linguistique, de l'ingénierie, des rituels de la mort et du monde de la vie et de l'histoire. Tercafs n'était certainement pas unique à cet égard, les scientifiques recherchaient encore ces liens pendant la période interbellum. Ses recherches scientifiques n'ont pas trouvé beaucoup de résonance et de nombreux scientifiques professionnels ont remis son travail en question. Seul le colonel Bertrand, président de l'Institut royal de la Belgique coloniale et aussi son futur mari, se sont montrés fidèles mécènes.
Pendant la période inter-bellum, ce sont des artistes, des épouses de colons et certains fonctionnaires qui se sont engagés pour l'avenir de l'art indigène. Ils ont plaidé pour la création d'une organisation qui serait concernée par le sort du déclin de l'art indigène. En janvier 1935, un arrêté royal institue la Commission pour la protection des arts et des entreprises autochtones (COPAMI). Le comité aura quatre présidents, Jules Destrée (1936), Henri Postiaux (1948), Louis Piérard (1951) et Jean-Marie Jadot. Gaston-Denys Perier, critique d'art, en fut le premier secrétaire. La mission de la commission est décrite comme suit : « étudier et rechercher tout ce qui peut contribuer à la protection, à la préservation, à la recréation et au progrès des arts et métiers indigènes, et faire toutes propositions à cet effet à notre ministre des Colonies ». Dans la pratique, cela signifiait, par exemple, que le comité prenait des mesures pour empêcher l'exportation d'objets rituels. Jeanne Tercafs a rédigé un rapport sur l'artisanat local, la religion et les objets rituels dans le cadre de cette mesure. Un autre objectif était de restaurer l'art « négligé » et de rendre compte de ses œuvres. À cette fin, Jeanne Tercafs a coordonné un projet dans lequel les peintures murales sur les cabanes ont été dessinées et enregistrées sur papier. Ils ont ainsi assuré la préservation du tribunal de Niangara et du village d'Ekibondo et placé des villages comme Tongolo et Niapu sur la carte touristique. Le pays des Mangbetu, l'Uele, est devenu une vignette de l'Afrique authentique.

### Séjours en Afrique centrale
Entre 1935 et 1940, Jeanne Tercafs effectue trois séjours au Congo belge :  
1. De février 1935 au printemps 1937 : au village Mangbetu de Matari (région de l'Uele) ;
2. De juillet 1937 à 1939, elle retourne à Matari ;
3. D’octobre 1939 au début 1940, elle séjourne à Matari puis se rend à Api et au Ruanda.

## Exposition
Elle fait partie des artistes présentées dans le cadre de l'exposition « Artistes voyageuses, l'appel des lointains – 1880-1944 » au palais Lumière d'Évian puis au musée de Pont-Aven en 2023.